# 35th/Archer (Metro de Chicago)
35th/Archer es una estación en la línea Naranja del Metro de Chicago. La estación se encuentra localizada en 3528 South Leavitt Street en Chicago, Illinois. La estación 35th/Archer fue inaugurada el 31 de octubre de 1993.  La Autoridad de Tránsito de Chicago es la encargada por el mantenimiento y administración de la estación. En 2005 una tienda de Dunkin' Donuts abrió en la estación.

## Descripción
La estación 35th/Archer cuenta con 1 plataforma central y 2 vías. La estación también cuenta con 70 de espacios de aparcamiento.

## Conexiones
La estación es abastecida por las siguientes conexiones: 
- Rutas del CTA Buses: #35 35th #39 Pershing #50 Damen #62 Archer (servicio nocturno)